# 5943 Lovi
5943 Lovi eller 1984 EG är en asteroid i huvudbältet som upptäcktes den 1 mars 1984 av den amerikanske astronomen Edward L.G. Bowell vid Anderson Mesa Station. Den är uppkallad efter astronomen George Lovi.
Asteroiden har en diameter på ungefär 4 kilometer och den tillhör asteroidgruppen Matterania.